# Ослевка
О́слевка (бел. Вослеўка) — деревня в составе Мощаницкого сельсовета Белыничского района Могилёвской области Республики Беларусь.

## Население
- 2009 год — 32 человека

## Достопримечательность
- Артиллерийское орудие времён Великой Отечественной войны[4] на месте боя 5 июля 1941 года артдивизиона под командованием Героя Советского Союза Хигрина Бориса Львовича.
- Мемориальная доска в честь Б. Л. Хигрина.

## Галерея
- Место боя под командованием Хигрина
- Знак у памятника
- Вид на реку Ослик